# Dubmood

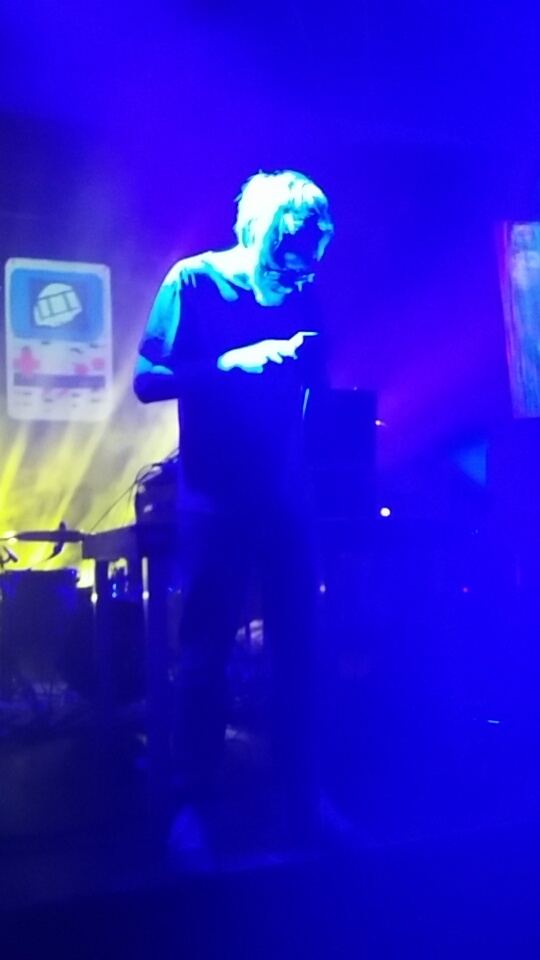
Dubmood auf dem Chip Hits the Fan Festival in Nürnberg 2015

Kalle Jonsson (* 1985 in Göteborg), besser bekannt unter seinem Künstler-Pseudonym dubmood, ist ein aus Schweden stammender Chiptune-Musiker mit engen Kontakten zur Demo- und Crackingszene. Er lebt in Marseille (Frankreich) und wird aktiv von der Gruppe Razor 1911 unterstützt. Seine Musik ist in vielen „Demos“ und „Cracktros“ und Computerspielen zu hören. Abgesehen von Klassischen Chiptunes produziert er auch sog. „Chiphop“, in dem er Rap-Vocals (z. B. von Grandmaster Flash oder Mobb Deep) mit Chiptunemusik unterlegt. Er arbeitet oft mit dem Künstler Zabutom zusammen. Dubmood unterstützt die schwedische Piratenpartei Piratpartiet. Alle Alben lassen sich auf der Razor1911 Webseite herunterladen.

## Biografie
Dubmood wurde in Göteborg in Schweden im Jahr 1985 geboren und begann seit 1996 (im Alter von 11 Jahren) unter verschiedenen Pseudonymen Chipmusik herzustellen. Im Jahr 2000 wurde er als Chiptune-Musiker von der Gruppe Razor 1911 rekrutiert. Im Jahr 2004 begann er als Live-Artist in ganz Europa aufzutreten.

## Diskografie

### Alben
- 2004 - Best of 2001-2003 - Razor 1911 (Samling) (Chipdisk)
- 2004–2005 - Diverse (ofärdiga) Svenska Akademin Remixar - Svenska Akademien/Zabutom
- 2006 - The (Mighty) Pirate Sessions #1 - Razor 1911/Fyllecell Records FLC010
- 2006 - The (Mighty) Pirate Sessions #2 - Razor 1911/Fyllecell Records FLC011
- 2006 - Lost Floppies Vol 1 - Data Airlines
- 2007 - C'etait mieux en RDA - Razor 1911/Data Airlines/Rebel Petset DATA001
- 2007 - Crackmusic Best of 2004-2007 - Razor 1911/Data Airlines Data002
- 2011 - Badlands - Data Airlines DATA020
- 2013 - Lost Floppies Vol 2 - Data Airlines DATA027
- 2014 - Machine - Data Airlines DATA030
- 2015 - Force De Frappe - Data Airlines DATA045
- 2018 - Overshoot Days - Data Airlines DATA075
- 2020 - Bloodbags And Downtube Shifters - Data Airlines DATA090

### EPs
- 2004 - The Message RMX feat. Zabutom - Fyllecell Records FLC006
- 2004 - Shook Ones RMX feat. Zabutom - Fyllecell Records FLC008
- 2007 - Live at Microdisko Marseille feat. Papet-J & Capitaine Armenie - Razor 1911/Fyllecell Records FLC013
- 2007 - Atari-Ska L'Atakk - Record Union

### Einige „Musicdisks“ mit Chiptunes von dubmood
- Chipdisk 1 von Razor 1911
- Chipdisk 2 herausgegeben von Razor 1911
- Chipdisk 3 herausgegeben von Razor 1911 im April 2003 (Plattform: Windows)
- Chipdisk 4 - The Essenicials herausgegeben von Razor 1911 im November 2004 (Plattform: Windows)
- Popstars Chipdisk herausgegeben von YM Rockerz im April 2003 (Plattform: Atari ST)
- miCro 1 herausgegeben von Chemical Reaction im November 2002 (Plattform: Windows)
- Demo/Chipdisk „Chipmusic Best Of 2001-2003“ von Razor 1911 (Plattform: Windows)

### Spiele mit Chiptunes von dubmood
- 2011 - PaintVillage entwickelt von der MSH AND MORE Werbeagentur für den Kunden Jansen
- 2019 - Breaker, ein Mix aus Breakout, Space Invaders und Ikaruga entwickelt von Daniel Linssen[1]
- 2020 - Cosmoteer von Walternate Realities[2]